# Desná, Svitavy
Desná là một làng thuộc huyện Svitavy, vùng Pardubický, Cộng hòa Séc.